# 圣朱尼佩洛
《圣朱尼皮罗》（英語："San Junipero"）是英国科幻独立单元剧《黑镜》第三季的第四集，由节目统筹查理·布鲁克编剧，欧文·哈里斯执导。剧集于2016年10月21日和第三季其他集数在Netflix首播。
故事发生在名叫圣朱尼皮罗的海边度假小镇，羞涩的女生约克（麦坎西·黛维斯 饰）遇到了性格外向的凯莉（古古·玛芭塔-劳 饰）。实际上，小镇是虚拟现实场景，老人们在其中安享晚年，即便在死后。《圣朱尼皮罗》是《黑镜》第三季剧本率先写好的一集，初稿基于怀旧疗法，时代是20世纪80年代，主角是一对同性恋，结局很美好。影片在伦敦和开普敦摄制，为期数周。原声带中，克林特·曼塞尔将80年代金曲和原创配乐混合。
剧集口碑不俗，玛芭塔-劳和黛维斯的演绎堪称一绝，剧情的扭曲、震撼人心的情调和视效风格也颇受青睐，是《黑镜》评价最高的一集。部分影评人认为该集是2016年最佳电视剧集之一。除了其他奖项，圣朱尼皮罗还赢得了黄金时段艾美奖最佳电视电影奖及迷你影集、电视电影或剧情类特别节目最佳编剧奖。

## 剧情
1987年，约克（麦坎西·黛维斯 饰）是位羞涩的女生，她来到了圣朱尼皮罗的图克酒吧（Tucker's）。没多久，性格活泼的派对女孩凯莉（古古·玛芭塔-劳 饰）和约克攀谈起来。凯莉告诫约克，不要和之前跟他上过床的男人魏斯（加文·斯特恩浩瑟）走太近。凯莉又带约克跳舞，约克感觉不自在，便离开了酒吧。凯莉追上前，说要和约克性爱，但约克说自己订了婚，拒绝了。第二个礼拜，约克又来到酒吧，发现凯莉正和一位陌生男子调情。在洗手间，约克和凯莉再次碰面，这次两人去了凯莉的海滩小屋性爱。约克承认，这是她第一次做爱，凯莉则表示她之前和一位男人有过婚姻。
第二个礼拜，约克来到破烂的沼泽夜总会（Quagmire）找凯莉。魏斯建议她改天再来。时间来到2002年，约克终于找到凯莉，但凯莉断然拒绝了约克进一步发展。约克离开后，凯莉追上去，表示自己时日无多，生怕进一步发展感情会给约克带来严重后果。这次，两人再度性爱，约克不情愿地告诉凯莉真实住址，希望有一天两人再聚。
实际上，圣朱尼皮罗是虚拟现实场景，在这里，死者可以永生，而老人们也可以来到这里，回到自己年轻时的模样。回到现实世界中，耄耋老人凯莉（丹妮斯·布鲁斯）来看约克（安娜贝尔·戴维斯 饰）。约克的护工格雷格（拉蒙德·迈克安纳利 饰）说，约克21岁时遭遇车祸，自此长期瘫痪，而当时父母知道她出柜，冷落她。约克希望安乐死，这样能永远活在圣朱尼皮罗，但遭到家人们反对。她希望嫁给格雷格，以期得到他的允许执行安乐死。凯莉来到圣朱尼皮罗，这次她答应和约克结合。约克热情地接受后，授权执行约克安乐死。
到了下一次来圣朱尼皮罗，凯莉被约克要求永远住在这。尽管凯莉不相信来世，但她计划在死後不把自己上传到虚拟世界。凯莉的丈夫理查德也选择以这种方式离开人世，因为他们的女儿艾莉森39岁去世前，圣朱尼皮罗还没有面世。约克和凯莉大吵一架后，凯莉驾车愤愤离去，故意制作车祸。约克追上前时，凯莉已经消失，这周的访问时间已经结束。
时光飞逝，凯莉决定进入圣朱尼皮罗，开心地和约克重聚。而在现实世界中，她已经被实施安乐死，与丈夫和儿女合葬。

## 制作
《圣朱尼佩罗》是《黑镜》第三季第四集。该季度全部六集于2016年10月21日在Netflix同步上线。该剧的第一、二季在英国第四台播出的同时，Netflix于2015年9月以4000万美元的竞标价格，买下剧集全新12集的制作权。全新集数会被拆分成两季播出，每季六集。2016年3月，Netflix在竞标中击败第四台，获得该剧第三季在英国的发行权。Netflix作出此举，使得全新剧集的制作预算比之前两季要少，不过集数的增加，也使得节目的风格和基调有别于以往。本集和第三季的《急转直下》在Netflix上映前，于2016年多伦多国际电影节上首映。

### 概念和编剧
《圣朱尼佩洛》的剧本第三季最先投入制作的一个，编剧查理·布鲁克说这是“改变整部剧的有意识的决定”。该剧之前着重技术的负面效应，而这一集证明了《黑镜》也可以振奋人心。
最开始，布鲁克设想技术成为调查来世是否存在的手段，想尝试恐怖和超自然科幻风格。后来，他受到老年人的怀旧疗法启发。执行制片人安娜贝尔·琼斯和布鲁克都认可他们在剧集《白色圣诞节》设立的虚拟意识更具潜力。